# Xylotrechus quadrisignatus
Xylotrechus quadrisignatus là một loài bọ cánh cứng trong họ Cerambycidae.